# Uruk
Uruk (sum. unug/unuki; akad. Uruk; bibl. Erech) – starożytne miasto w południowej Mezopotamii, położone nad starym korytem Eufratu, współcześnie stanowisko archeologiczne Warka (też Al-Warka) w południowym Iraku, leżące ok. 35 km na wschód od obecnego koryta Eufratu i położonego nad nim miasta Samawa.

## Wykopaliska
Pierwsze prace wykopaliskowe w Uruk przeprowadził William Loftus w połowie XIX w. W 1912 roku Robert Koldewey, działając z ramienia Niemieckiego Towarzystwa Orientalnego (niem. Deutsche Orient-Gesellschaft), powierzył kierownictwo prac w Uruk Juliusowi Jordanowi, który wcześniej pracował z nim w Babilonie i z Walterem Andrae w Aszur. Tylko jedną kampanię wykopaliskową zdążono zakończyć przed wybuchem I wojny światowej. Prace podjęto ponownie w 1928 roku i do wybuchu II wojny światowej przeprowadzono 11 kampanii wykopaliskowych. Kierownikami prac byli Jordan, A. Nöldeke, E. Heinrich i H.J. Lenzen. Wykopaliska ponownie wznowiono w 1953 roku. W latach 1953–67 kierował nimi Lenzen, w latach 1967-77 H.J. Schmidt, a od 1980 roku R.M. Boehmer.

Plan dzielnicy z ziguratem boga Anu (warstwa III).

## Historia
Stanowisko Warka zasiedlone było od końca V tys. p.n.e. do czasów arabskiej inwazji w VII w. n.e. Gdy zostało ono zasiedlone, Eufrat i Tygrys nie łączyły się jeszcze ze sobą, jak ma to miejsce współcześnie (wpadają do Zatoki Perskiej jako jedna rzeka – Szatt al-Arab), a wybrzeże Zatoki Perskiej leżało ok. 80 km bardziej na pn-zach. niż obecnie. Samo zaś stanowisko znajdowało się na obszarze dobrze nawodnionym, bagnistym, zalewowym.
Najwcześniejsze warstwy na stanowisku Warka nie zostały dokładnie przebadane, głównie z powodu wysokiego poziomu wód gruntowych. Najstarsze odkryte ślady zasiedlenia pochodzą z późnej fazy okresu Ubajd (koniec V tys. p.n.e.). Na obszarze dzielnicy E-ana odkryto pozostałości struktur z cegieł mułowych pochodzących z tego okresu. Odnaleziono też charakterystyczną dla tego okresu malowaną ceramikę i narzędzia z wypalonej gliny.
Stanowisko pierwotnie składało się z dwóch osiedli, Kulaby i Uruk, otaczających dwa sanktuaria, jedno poświęcone męskiemu bóstwu Anu, a drugie – żeńskiemu bóstwu Inana. Kulaba leżała w obszarze późniejszej dzielnicy ziguratu boga Anu, a Uruk bardziej na wschód, w obszarze późniejszej dzielnicy E-ana. Najpóźniej w czasie trwania okresu Uruk oba osiedla połączyły się, tworząc miasto Uruk.
Dominacja Uruk nad innymi miastami zaczęła się już w okresie Uruk, nazwanym od tego miasta. W czasie tego liczącego tysiąc lat okresu, w IV tys. p.n.e., Uruk stało się najważniejszym miastem-państwem oraz centrum handlowym, kultowym i administracyjnym w całej południowej Mezopotamii.
Pod względem architektonicznym okres Uruk znany jest w Uruk najlepiej z serii monumentalnych budowli o charakterze kultowym lub administracyjnym, odkrytych na obszarze dwóch centrów kultowych – w dzielnicy E-ana i w dzielnicy z ziguratem boga Anu. Do najstarszych z nich należą świątynia wapienna (ang. the Limestone Temple), kamienny budynek (ang. the Stone Building, niem. Steingebäude) i świątynia kamiennych stożków (ang. the Stone Cone Temple, niem. Steinstifttempel), pochodzące z warstwy Uruk V i datowane na ok. 3600 p.n.e. Wiele nowych monumentalnych budowli wzniesiono w późnej fazie okresu Uruk (warstwa Uruk IV), pod koniec IV tys. p.n.e., m.in. budynek Riemchen, budowle A – E, czy wielki dziedziniec (niem. Großer Hof). Do ich dekoracji użyto tysięcy malowanych stożków glinianych, przymocowanych do ścian tak, by ich pomalowane na różne kolory główki tworzyły wzór (tzw. mozaika sztyftowa).
W tym okresie Uruk było główną siłą ekonomiczną i polityczną w regionie, której wpływy sięgały północnej Syrii na zachodzie i Iranu na wschodzie. To w tym kontekście wynaleziono pierwszy na świecie system pisma, tzw. protoklinowe pismo piktograficzne, używane w Uruk pod koniec IV tys. p.n.e. (warstwa Uruk IV), by następnie rozprzestrzenić się na obszarze całej Mezopotamii, ewoluując później w pismo klinowe. Późny okres Uruk kończy się okresem Dżemdet Nasr, który reprezentowany jest w Uruk przez warstwę III.
| Zabytki z Uruk pochodzące z okresu Uruk (IV tys. p.n.e.) | Zabytki z Uruk pochodzące z okresu Uruk (IV tys. p.n.e.) | Zabytki z Uruk pochodzące z okresu Uruk (IV tys. p.n.e.) |
| --- | -------------------------------------------------------- | -------------------------------------------------------- |
| |                                                          |                                                          |
| Z lewej – zrekonstruowany fragment mozaiki sztyftowej ze ściany jednej z budowli z warstwy IV; zbiory Muzeum Pergamońskiego w Berlinie. W centrum – odcisk pieczęci cylindryczej odnalezionej w Uruk; zbiory Luwru. Z prawej – tabliczka z protoklinowym pismem piktograficznym, ok. 3200 p.n.e.. |                                                          |                                                          |

W okresie wczesnodynastycznym (ok. 3000–2350 p.n.e.) Uruk utrzymało dominującą pozycję. Pierwsza faza tego okresu (ED I) była jednak czasem radykalnych zmian. Uruk – jak świadczą liczne znaleziska – wciąż się rozwijało, zwiększając liczbę mieszkańców. W tym czasie wzniesiony został – w późniejszej tradycji przypisywany Gilgameszowi – nowy mur miejski z cegły mułowej o długości ok. 10 km. Pozostałości tego muru są wciąż widoczne. Odsłonięto niewiele budowli z tego okresu, głównie domy mieszkalne. Wydaje się, że w okresie ED II liczba mieszkańców obniżyła się i zasiedlona była tylko zachodnia część miasta. Pod koniec fazy ED III, w 2 połowie III tys. p.n.e., władca Uruk Lugalzagesi podbił całą południową Mezopotamię, co dało mu środki do rozpoczęcia wielkiego programu budowlanego w Uruk (tzw. Stampflehmgebäude w E-anie, z którego dotychczas jedynie fundamenty zostały odkryte, oraz duży taras w północnej części miasta są przypisywane właśnie jemu). Wydaje się, że oba projekty nie zostały ukończone, najprawdopodobniej dlatego, że władca ten został pokonany przez Sargona Wielkiego, założyciela dynastii akadyjskiej. Po zwycięstwie Sargon rozkazał zniszczyć mury Uruk. W swej nowej stolicy Agade, w dzielnicy Ulmasz, wzniósł świątynię bogini Isztar, przez co Uruk jako ośrodek kultu Isztar bardzo stracił w tym czasie na znaczeniu. Monumentalne konstrukcje Lugalzagesiego zostały porzucone. Nieliczne znaleziska z tego okresu wskazują, że nastąpił wyraźny spadek liczby mieszkańców, którzy jak się wydaje zamieszkiwali jedynie północną część miasta.

Mapa południowej Mezopotamii z zaznaczonymi ważniejszymi miastami (okres rządów dynastii akadyjskiej i III dynastii z Ur

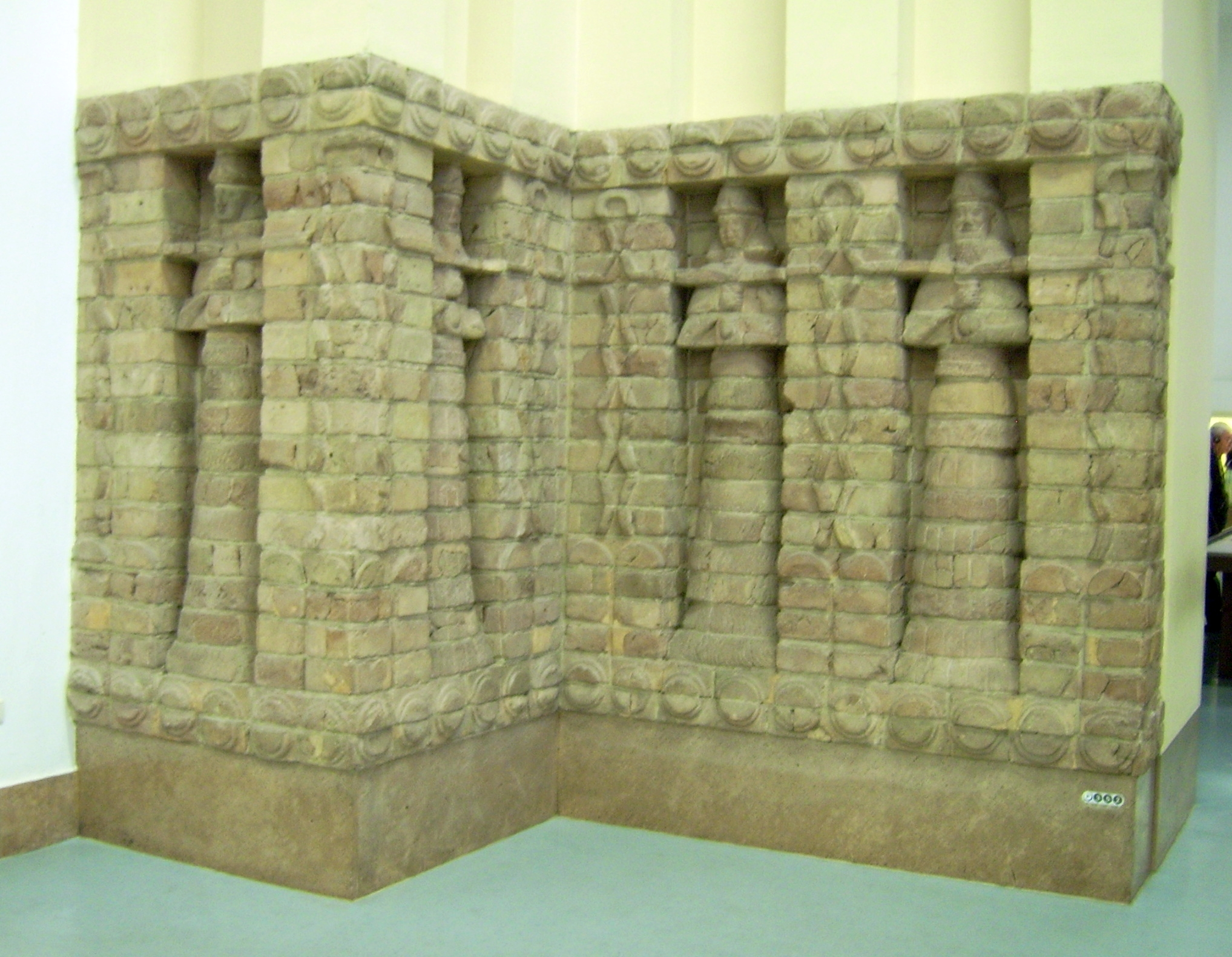
Fragment fasady kasyckiej świątyni Kara-indasza w Uruk; zbiory Muzeum Pergamońskiego w Berlinie

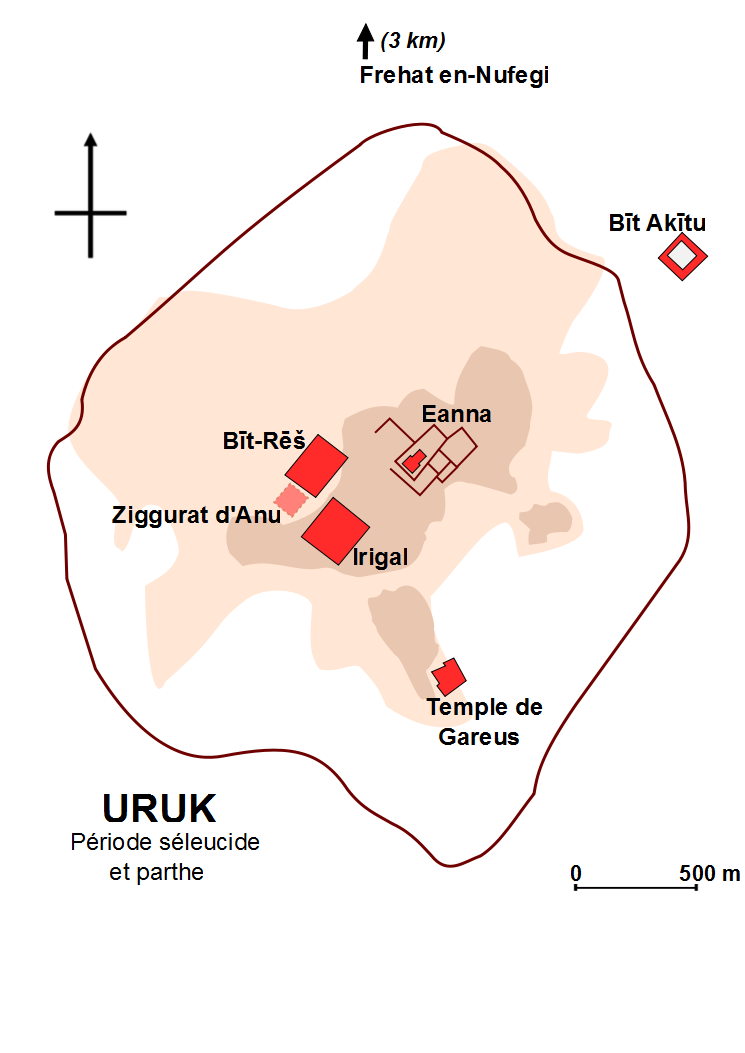
Mapa Uruk w okresie panowania Seleukidów i Partów

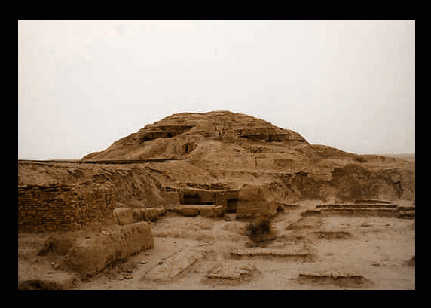
Uruk – ruiny świątyni E-ana i ziguratu

Północna część miasta pozostała zamieszkana w następnym okresie – okresie nowosumeryjskim. Po krótkim okresie niezależności, kiedy Utuhengal z Uruk rządził Sumerem, miasto stało się częścią królestwa władców z III dynastii z Ur. Ur-Nammu, pierwszy król tej dynastii, rozpoczął intensywne prace budowlane w Uruk, głównie w E-ana, świętej dzielnicy bogini Isztar. W tym czasie wzniesiony został zigurat. Po upadku państwa III dynastii z Ur (ok. 2000 rok p.n.e.), Uruk włączone zostało najpierw do królestwa z Isin, a następnie do królestwa z Larsy . W połowie XIX w. p.n.e. pochodzący z Uruk Sin-kaszid uniezależnił miasto od Larsy i założył w nim rodzimą dynastię królewską . Jego panowanie (ok. 1864–1833 p.n.e.) było okresem ożywionej działalności budowlanej w mieście – wzniesiony został nowy pałac oraz świątynie różnych bóstw (w tym świątynia poświęcona bogini Inanie/Isztar) . Za rządów nowej dynastii Uruk stało się stolicą małego królestwa, obejmującego sąsiednie miasta Durum, Bit-Szu-Sin, Nasarum i Usarpara . Królestwo to pozostawało w sojuszu z królestwem Babilonu, rządzonym przez władców z dynastii starobabilońskiej . Nie uchroniło to jednak Uruk przed najazdem Rim-Sina I z Larsy, który ok. 1802 r. p.n.e. zdobył i podporządkował sobie miasto, które we władaniu Larsy pozostawało do 1763 r. p.n.e., kiedy została ona pokonana przez Hammurabiego z Babilonu, a Uruk przeszło pod panowanie władców babilońskich . Za rządów Samsu-iluny, syna i następcy Hammurabiego, Uruk wraz z wieloma innymi miastami południowej Babilonii zbuntowało się . Rebelię udało się stłumić – Samsu-iluna zdobył Uruk i rozkazał zburzenie jego murów . Wkrótce miasto wyludniło się i zostało opuszczone (nie odkryto żadnych znalezisk z drugiej połowy okresu starobabilońskiego i początku okresu kasyckiego).
Ślady zasiedlenia w Uruk zaczynają pojawiać się ponownie 250–300 lat później (ok. 1450 r. p.n.e.). Kasycki władca Kara-indasz wzniósł małą świątynię poświęconą Inanie we wschodniej części obszaru z ziguratem. W niszach w ścianach świątyni umieszczone zostały wykonane z modelowanych cegieł przedstawienia górskich bóstw i bogiń. Wydaje się, że zamieszkana była wówczas jedynie południowa część miasta. Ślady zasiedlenia z okresu panowania II dynastii z Isin odkryto jedynie na obszarze E-any. W 1 połowie I tys. p.n.e. ponownie rozpoczęły się intensywne prace budowlane w E-ana, prowadzone zarówno przez władców nowoasyryjskich, jak i nowobabilońskich (np. Sargon II wzniósł nowy mur temenosu wokół dzielnicy z ziguratem i odnowił sam zigurat) .
Okres panowania Achemenidów był kontynuacją późnobabilońskiej kultury, która w okresie panowania Seleukidów rozkwitła ponownie pomimo wpływów hellenistycznych, nim przestała istnieć w okresie partyjskim. Wydaje się, że za panowania Seleukidów miastem Uruk rządziło trzech władców. Imię pierwszego nie jest znane, pozostali nosili babilońsko-greckie imiona: Anu-uballit Nikarchos i Anu-uballit Kefalon. Odbudowa ziguratu w E-anie i olbrzymiego ceglanego tarasu (210 × 200 m.) we wschodniej części miasta są przypisywane pierwszemu władcy. Dwóch kolejnych władców wzniosło dwa wielkie kompleksy świątynne: jeden dla Isztar zwany E-eszgal (205 × 198 m.), a drugi dla Anu i Antu zwany Bit resz (213 × 167 m.). Na północ od Uruk znajdują się trzy tumulusy, które mogą zawierać groby trzech wspomnianych władców. Po podbiciu Mezopotamii przez Partów Uruk popadł w zapomnienie, gdy babilońska kultura powoli zanikła. Ostatnia znana tabliczka zapisana pismem klinowym w babilońskim języku znaleziona w Uruk pochodzi z 108 roku p.n.e. Wielkie świątynie okresu seleukidzkiego popadły w ruinę. Na miejscu Bit resz powstała niewielka świątynia, w której odkryto inskrypcje w języku greckim, wzniesiona przez kupców z regionu Mosulu i poświęcona nieznanemu bliżej bogu Gareusowi. Po okresie partyjskim nastąpił okres sasanidzki, którego ślady, głównie w postaci monet, odkryto w południowej części miasta. Znaleziska te urywają się w IV w. n.e. Do opuszczenia miasta przez ostatnich mieszkańców przyczyniło się najprawdopodobniej przesunięcie koryta Eufratu bardziej na zachód.
| Ważniejsze zabytki pochodzące z Uruk | Ważniejsze zabytki pochodzące z Uruk | Ważniejsze zabytki pochodzące z Uruk |
| --- | ------------------------------------ | ------------------------------------ |
| |                                      |                                      |
| Z lewej – alabastrowa waza z przedstawieniem reliefowym, zbiory Muzeum Pergamońskiego w Berlinie. W centrum – tzw. „Dama z Uruk”, zbiory Irackiego Muzeum Narodowego w Bagdadzie. Z prawej – posąg byka, zbiory Luwru. |                                      |                                      |